# Liste der Kulturdenkmäler in Hamburg-Moorburg
Die Liste der Kulturdenkmäler in Hamburg-Moorburg enthält die in der Denkmalliste ausgewiesenen Denkmäler auf dem Gebiet des Stadtteils Moorburg der Freien und Hansestadt Hamburg.
Basis ist der Datensatz Denkmalliste Hamburg auf dem Transparenzportal Hamburg. Dieser enthält alle Objekte, die rechtskräftig nach dem Hamburger Denkmalschutzgesetz vom 5. April 2013 unter Denkmalschutz stehen (§ 6 Abs. 1 DSchG HA) oder zumindest zeitweise standen. Die Denkmalliste steht auch als PDF-Dokument zur Verfügung. Alle Denkmäler in Moorburg, die schon nach dem Denkmalschutzgesetz vom 3. Dezember 1973, zuletzt geändert am 27. November 2007, unter Denkmalschutz standen, sind auch auf der Liste der Kulturdenkmäler im Hamburger Bezirk Harburg zu finden.

## Legende
- ID: Gibt die vom Denkmalschutzamt Hamburg vergebene Objekt-ID (Identifikationsnummer) des Kulturdenkmals an, (in Klammern gegebenenfalls die Denkmalnummer nach altem Denkmalschutzgesetz).
- Adresse: Nennt den Straßennamen und, wenn vorhanden, die Hausnummer des Kulturdenkmals. Die Grundsortierung der Liste erfolgt nach dieser Adresse.
- Art: Zeigt an, ob es ein Objekt („O“) oder ein Ensemble („E“) ist.
- Datierung: Gibt die Datierung an; das Jahr der Fertigstellung bzw. den Zeitraum der Errichtung.
- Ensemble: Gibt die Nummer des Ensembles an, zu der das Objekt gehört, bzw. bei Ensembles die Nummer des Ensembles selbst.

Hinweis: Die Grundsortierung der Liste erfolgt nach der Adresse und ist alternativ nach ID, Art (Objekt oder Ensemble), Typ, Datierung, Entwurf oder Kurzbeschreibung sortierbar.

| ID            | Adresse                                                  | Art | Typ                             | Kurzbeschreibung                             | Datierung                                            | Entwurf                                           | Ensemble | Bild           |
| ------------- | -------------------------------------------------------- | --- | ------------------------------- | -------------------------------------------- | ---------------------------------------------------- | ------------------------------------------------- | -------- | -------------- |
| 24340         | Moorburger Burgweg 2 (Lage)                              | O   | Wohngebäude                     |                                              | 1895, um                                             |                                                   |          |                |
| 31045         | Moorburger Burgweg 13, 16 (Lage)                         | E   |                                 | Moorburger Burgweg 13, 16                    |                                                      |                                                   | 31045    | BW             |
| 24339         | Moorburger Burgweg 13 (Lage)                             | O   | Wohngebäude; Einfriedung (Zaun) |                                              | 1906                                                 | Duzzi, Nikolaus                                   | 31045    |                |
| 24341         | Moorburger Burgweg 16 (Lage)                             | O   | Wohngebäude                     |                                              | 1900, um                                             |                                                   | 31045    |                |
| 24342         | Moorburger Elbdeich 129 (Lage)                           | O   | Pastorat                        |                                              | 1881–87                                              |                                                   |          |                |
| 24343         | Moorburger Elbdeich 167 (Lage)                           | O   | Bankgebäude (mit Wohnung)       | Niederelbische Volksbank                     | 1924/25                                              |                                                   |          |                |
| 24344         | Moorburger Elbdeich 171 (Lage)                           | O   | Wohnwirtschaftsgebäude          |                                              | 1869                                                 |                                                   |          |                |
| 31046         | Moorburger Elbdeich 257, 259, 261, 263 (Lage)            | E   |                                 | Moorburger Elbdeich 257-263                  |                                                      |                                                   | 31046    | BW             |
| 24345         | Moorburger Elbdeich 257 (Lage)                           | O   | Hofanlage (Wohngebäude; Stall)  |                                              | 1905, um                                             |                                                   | 31046    |                |
| 44731 (24346) | Moorburger Elbdeich 259 (Lage)                           | O   | Hofanlage (Wohngebäude)         |                                              | 1905, um                                             |                                                   | 31046    |                |
| 44732 (24346) | Moorburger Elbdeich 259 (Lage)                           | O   | Hofanlage (Pferdestall)         |                                              | 1905, um                                             |                                                   | 31046    | BW             |
| 24347         | Moorburger Elbdeich 261 (Lage)                           | O   | Wohngebäude                     |                                              | 20. Jh., vermutl.                                    |                                                   | 31046    |                |
| 24348         | Moorburger Elbdeich 263 (Lage)                           | O   | Wohngebäude                     |                                              | 1902                                                 |                                                   | 31046    |                |
| 24350         | Moorburger Elbdeich 337 (Lage)                           | O   | Wohnwirtschaftsgebäude          |                                              | 1880, um (Innengerüst älter)                         |                                                   |          |                |
| 24353         | Moorburger Elbdeich 371 Nebengebäude (Lage)              | O   | Scheune                         |                                              | 1600, um                                             |                                                   |          | BW             |
| 31047         | Moorburger Elbdeich 388, gegenüber Nr. 388 (Lage)        | E   |                                 | Moorburger Elbdeich 388                      |                                                      |                                                   | 31047    | BW             |
| 24351         | Moorburger Elbdeich 388 (Lage)                           | O   | Wohnwirtschaftsgebäude          |                                              | 1849                                                 |                                                   | 31047    |                |
| 24356         | Moorburger Elbdeich 442 (Lage)                           | O   | Wirtschaftsgebäude              |                                              | 19. Jh., 2. Hälfte; 20. Jh.                          |                                                   |          |                |
| 24352         | Moorburger Elbdeich gegenüber Nr. 388 (Lage)             | O   | Scheune                         |                                              | 18. Jh.                                              |                                                   | 31047    |                |
| 24354         | Moorburger Elbdeich gegenüber Nr. 398 (Lage)             | O   | Scheune                         |                                              | 1800, um                                             |                                                   |          |                |
| 24355         | Moorburger Elbdeich westlich von Nr. 424 (Lage)          | O   | Kate                            |                                              | 18. Jh.; 19. Jh.; 20. Jh.                            |                                                   |          | BW             |
| 28266         | Moorburger Straße 15 Haus 001–003 (Lage)                 | O   | Verwaltungsgebäude              | Ebano-Asphaltwerke, ehem.                    | 1952                                                 | Gutehoffnungshütte Oberhausen AG                  |          |                |
| 23057         | Nehusweg 1 (Lage)                                        | O   | Kate                            |                                              | 18. Jh. und später                                   |                                                   |          |                |
| 23058 (54)    | Nehusweg östlich der Straße (Lage)                       | O   | Friedhof                        |                                              | 1770, ab; Erweiterungen 1847, 1876, 1884, 1892, 1932 |                                                   | 31044    | weitere Bilder |
| 31044         | Nehusweg östlich der Straße, südöstlich von Nr. 7 (Lage) | E   |                                 | Kirche St. Maria Magdalena Moorburg Nehusweg |                                                      |                                                   | 31044    |                |
| 24338 (54)    | Nehusweg südöstlich von Nr. 7 (Lage)                     | O   | Kirchengebäude                  | Kirche St. Maria Magdalena in Moorburg       | 1684–88; 1878/79                                     | Dohmsen, Lorenz (1684); Brekelbaum, Johann (1878) | 31044    | weitere Bilder |